# Liste der Gerichte im Fürstentum Lippe
Diese Liste beschreibt die Gerichte im Fürstentum Lippe. Aufgrund der hohen Kontinuität sind auch die Gerichte im Freistaat Lippe hier dargestellt.

## Fürstentum Lippe bis 1879

### Untergerichte
Im Fürstentum Lippe waren die Ämter in Lippe gleichzeitig für die Verwaltung und die Rechtsprechung als Untergericht zuständig. Eine Trennung der Rechtsprechung von der Verwaltung war nicht gegeben. In Rechtsprechungsangelegenheiten wurden die Ämter als „fürstliche Justiz-Ämter“ bezeichnet. Besonderheiten ergaben sich bei den Exklaven. Neben den Ämtern waren die Stadt-Magistrate Untergerichte. Daneben bestand ein Patrimonialgericht (in Iggenhausen).
| Gericht                                                      | Sitz          | Anmerkungen                                                  |
| ------------------------------------------------------------ | ------------- | ------------------------------------------------------------ |
| Fürstliches Justizamt Barntrup                               | Barntrup      |                                                              |
| Fürstliches Justizamt Brake                                  | Brake (Lemgo) |                                                              |
| Fürstliches Justizamt Detmold                                | Detmold       |                                                              |
| Fürstliches Justizamt Horn                                   | Horn          |                                                              |
| Fürstliches Justizamt Lage                                   | Lage          |                                                              |
| Fürstliches Justizamt Lipperode                              | Lipperode     |                                                              |
| Fürstliches Justizamt Oerlinghausen                          | Oerlinghausen |                                                              |
| Fürstliches Justizamt Schieder                               | Schieder      |                                                              |
| Fürstliches Justizamt Schötmar                               | Schötmar      |                                                              |
| Fürstliches Justizamt Schmalenberg                           | Schmalenberg  |                                                              |
| Fürstliches Justizamt Sternberg                              | Sternberg     |                                                              |
| Fürstliches Justizamt Varenholz                              | Varenholz     |                                                              |
| Herrschaftliches Richteramt Lemgo                            | Lemgo         |                                                              |
| Königliches und Fürstlich Lippesches Gesamtgericht Lippstadt | Lippstadt     | Gemeinsames Gericht mit Preußen. 1850 an Preußen abgetreten. |
| Fürstlich Schaumburg-Lippisches Oberamt Blomberg             | Blomberg      |                                                              |
| Stadt-Magistrat Barntrup                                     | Barntrup      |                                                              |
| Stadt-Magistrat Blomberg                                     | Blomberg      |                                                              |
| Stadt-Magistrat Detmold                                      | Detmold       |                                                              |
| Stadt-Magistrat Horn                                         | Horn          |                                                              |
| Stadt-Magistrat Lage                                         | Lage          |                                                              |
| Stadt-Magistrat Lemgo                                        | Lemgo         |                                                              |
| Stadt-Magistrat Salzuflen                                    | Salzuflen     |                                                              |
| Neustädter Commission Detmold                                | Detmold       | für die Neustadt Detmold                                     |
| Patrimonialgericht Iggenhausen                               | Iggenhausen   |                                                              |

Daneben bestanden folgende Spezialgerichte bzw. Behörden mit Gerichtsfunktion:
- Das fürstliche Hofmarschallamt in Detmold war Untergericht für die Bediensteten des Hofstaates in Zivilsachen.
- Das Militärgericht in Detmold war für Zivil-, Straf- und Disziplinarsachen der Soldaten und Offiziere zuständig.
- Das Konsistorium in Detmold war für die Geistlichen und Schullehrer zuständig. Daneben war es Eingangsgericht für alle Eheangelegenheiten.
- Das Criminalgericht Detmold war für alle Strafsachen des Landes außer Lemgo und Lippstadt (dort waren die Stadt-Magistrate zuständig)
- Daneben wurden jährlich in allen Ämtern und Städten jährlich Mruge- oder Hofgerichte abgehalten, auf denen geringfügige Vergehen behandelt wurden.

### Obergerichte und oberstes Gericht
Als Obergerichte dienten
- Die fürstliche Justizkanzlei Detmold
- Das Lippische Hofgericht
- Das fürstliche Audienz-Gericht in Blomberg (für das Oberamt Blomberg)

Gemäß Artikel 12 der Deutschen Bundesakte mussten die Bundesstaaten mit weniger als 300.000 Einwohnern mit ihnen verwandten Häusern oder anderen Bundesstaaten gemeinsam ein Oberappellationsgericht bilden. Das Fürstentum Lippe bildete daher 1817 gemeinsam mit dem Herzogtum Braunschweig und den Fürstentümern Schaumburg-Lippe und Waldeck das Oberappellationsgericht Wolfenbüttel. Als dieses Wolfenbüttler Gericht 1855 aufgelöst wurde, wurde eine Interimistische Oberappelationsgerichtskommission gegründet. Im Jahre 1857 schloss man sich dann dem hannoverschen Oberappellationsgericht Celle an, das ab 1866 infolge der preußischen Annexion Hannovers zum preußischen Appellationsgericht Celle hinuntergestuft wurde, aber für Lippe weiter Gericht letzter Instanz blieb.

## Ab 1879
Nach dem Inkrafttreten des Gerichtsverfassungsgesetzes am 1. Oktober 1879 wurde auch die Justiz im Fürstentum Lippe neu organisiert. Als Oberlandesgericht war nun das preußische Oberlandesgericht Celle zuständig, als Landgericht das Fürstlich Lippische Landgericht Detmold.
An Amtsgerichten bestanden nun:
| Amtsgericht               | Sitz          | aufgelöst       |
| ------------------------- | ------------- | --------------- |
| Amtsgericht Alverdissen   | Alverdissen   | 1. Juli 1969    |
| Amtsgericht Blomberg      | Blomberg      | besteht         |
| Amtsgericht Detmold       | Detmold       | besteht         |
| Amtsgericht Hohenhausen   | Hohenhausen   | 1. Oktober 1969 |
| Amtsgericht Horn          | Horn          | 1. Januar 1970  |
| Amtsgericht Lage          | Lage          | 31. März 1979   |
| Amtsgericht Lemgo         | Lemgo         | besteht         |
| Amtsgericht Oerlinghausen | Oerlinghausen | 31. März 1979   |
| Amtsgericht Salzuflen     | Salzuflen     | 1. Juli 1977    |

Die Exklaven Lipperode und Cappel gehörten zum preußischen Amtsgericht Lippstadt. Diese Gerichtsstruktur blieb bis zum Ende des Freistaates Lippe bestehen.
Mit Gesetz vom 9. Februar 1898 wurde im Fürstentum Lippe eine Verwaltungsgerichtsbarkeit eingeführt. Danach bestanden Kreisverwaltungsgerichte und ein Oberverwaltungsgericht in Detmold.
| Gericht                                  | Kreis                        |
| ---------------------------------------- | ---------------------------- |
| Oberverwaltungsgericht Detmold           | Das ganze Fürstentum         |
| Kreisverwaltungsgericht Blomberg         | Landratsamt Blomberg         |
| Kreisverwaltungsgericht Brake            | Landratsamt Brake            |
| Kreisverwaltungsgericht Detmold          | Landratsamt Detmold          |
| Kreisverwaltungsgericht Lipperode-Cappel | Landratsamt Lipperode-Cappel |
| Kreisverwaltungsgericht Schötmar         | Schötmar                     |

Es bestand ein Gewerbegericht Detmold und ein Kaufmannsgericht Detmold.
Mit dem Arbeitsgerichtsgesetz vom 23. Dezember 1926 wurden Arbeitsgerichte eingerichtet. Für den Freistaat Lippe entstand das Arbeitsgericht Detmold. Aufgrund der geringen Größe des Freistaates wurde kein eigenes Landesarbeitsgericht gebildet. Zweite Instanz wurde das preußische Landesarbeitsgericht Bielefeld.